# Wollastonmeer
Het Wollastonmeer is een meer in het noorden van de provincie Saskatchewan in Canada. Dit meer is het grootse bifurcatie-meer ter wereld. Het meer bevat meerdere eilanden, die samen 395 km² ruimte innemen.

## Ontdekking
Het meer werd in 1770 ontdekt door Samuel Hearne, die er door lokale gidsen naartoe werd geleid. Deze gidsen noemden het meer Manito Lake dat bovennatuurlijk meer betekent. In 1796 werd door David Thompson ontdekt dat het meer twee afwateringen kende, iets wat in die tijd nog niet eerder ontdekt was

## Nederzetting
Er is een nederzetting aan de oostelijke oever van het meer, dat ook Wollaston Lake is genoemd. Om vanuit de nederzetting de snelweg te bereiken, is er in de zomermaanden een veerdienst. In de wintermaanden kan er over het ijs gereden worden. Wollaston Lake heeft een subarctisch klimaat (Dfc, op de grens met Dwc). De gemiddelde dagelijkse maximumtemperatuur in januari, de koudste maand is -20°C. Er valt beduidend meer neerslag in de zomer dan in de winter.

## Toegang
Er is een klein vliegveld naast het meer, en de Saskatchewan Highway 905 loopt er aan de westzijde langs.

## Vis
Er komen verschillende vissoorten in het meer voor, waaronder:
- Kwabaal
- Coregonus clupeaformis
- Thymallus arcticus
- Amerikaanse meerforel
- Snoek
- Perca flavescens
- Breedbekbaars